# 猿倉岳 (青森県)
猿倉岳（さるくらだけ）は、八甲田山系の山の一つ。

## 地理
猿倉岳は青森県の八甲田山系（南八甲田）にある標高1353.7mの山である。猿倉岳の周辺には、櫛ヶ峯（標高1,516m）、駒ヶ峯（標高1,416m）、乗鞍岳（標高1,450m）などの山がある。

## 気象
1994年7月、1999年5月、2000年4月に、ほぼ同じ場所でアオモリトドマツやダケカンバの巨木が倒壊しているのが発見されており、地形固有の特徴による強い気流が要因になっていると考えられている。2022年5月にも猿倉岳東斜面でアオモリトドマツの倒木数十本が発見されており、局地的な突風が原因とみられている。
春スキーや登山のルートにもあたることから突風への注意が呼びかけられている。